# 배준희
배준희(裵俊熙, 1987년 3월 5일 ~ )는 대한민국의 바둑 기사이다.

## 약력
기린아 바둑 도장 출신으로 박지훈 사범에게 바둑 지도를 받았다. 충암고등학교 재학 중이던 2005년 같은 해 제103회 일반인입단대회 1위를 통해 입단하였다. 2004년 3단을 거쳐 2010년 4월에 4단으로 승단하였다. 2009년 제15기 GS칼텍스배 본선과 2010년 제2회 비씨카드배 64강 본선에 진출했다. 2017년 4월, 5단으로 승단했다.